# Quatre sonatines françaises pour piano à quatre mains
Pour les articles homonymes, voir Sonatine (homonymie).
Les Quatre sonatines françaises op. 60 de Charles Koechlin sont un recueil de sonatines pour piano à quatre mains composées en 1919.

## Composition
Charles Koechlin compose ses Quatre sonatines françaises op. 60 en 1919,. 
La partition est publiée par Oxford University Press en 1925 et les Sonatines connaissent en 1926 une transcription pour orgue due au compositeur. 

## Création
Au piano, les nos 1 et 4 sont créées le 16 mai 1926 par Mmes Jeanne Blancard et Jeanne Herscher-Clément à Paris (rue du Rocher), salle Albert 1er, selon une indication du compositeur. Ou possiblement le 14 février 1926 par les mêmes interprètes, lorsque « Deux sonatines » pour piano à quatre mains sont mentionnées au programme d'un Festival Koechlin au Caméléon, 241 boulevard Raspail. Mais il pourrait aussi s'agir des nos 2 et 3. 
Sous le numéro d'opus 60bis, Koechlin réalise en juillet 1930 une orchestration des Quatre sonatines françaises, réarrangées dans l'ordre 3, 4, 1 et 2. En version symphonique, la première audition publique des nos 1 et 2 se déroule le 3 janvier 1932 aux Concerts populaires d'Angers, sous la direction du compositeur. Les nos 1 à 3 sont données le 2 février 1932 à Radio Coloniale, sous la direction de Koechlin, et la no 4 est créée le 4 décembre 1933 à Radio Coloniale sous la direction de Jean Clergue.

## Présentation
Les Quatre sonatines françaises de Koechlin sont en trois, quatre et même cinq mouvements :
Sonatine no 1 :
1. Canons. Moderato tranquillo ;
2. Allegretto. Moderato con moto ;
3. Intermezzo. Molto moderato e scherzando ;
4. « Dans les vergers de Normandie ». Allegro scherzando.

Sonatine no 2 :
1. Pastorale. Allegro moderato ;
2. « L'Apothéose des petits pauvres ». Molto moderato ;
3. « Chant du soir ». Andante ;
4. Menuet. Tempo di minuetto ;
5. Final. Allegro con moto.

Sonatine no 3 :
1. Scherzando. Allegro moderato ;
2. « Chant du soir ». Andante ;
3. « Ronde de vendanges ». Allegro con moto.

Sonatine no 4 :
1. Romance. Andante con moto ;
2. Autre Romance. Adagio) ;
3. Final (hommage à Monsieur Dumollet). Allegro.

## Analyse
Le qualificatif françaises appliqué au Quatre sonatines op. 60 « fait entrevoir les intentions de Koechlin : légèreté et esprit. Rares sont les mesures sans surprises, chaque mouvement est un petit joyau. Les sonatines, contrairement au Quintette op. 80, ne dégagent aucun caractère dramatique. Koechlin puise une partie des thèmes dans les chansons populaires, mais il invente aussi des thèmes qui pourraient être empruntées à celles-ci ».

## Discographie
- Charles Koechlin : The music for 2 pianists (Œuvres pour piano à quatre mains et deux pianos) - Yaara Tal et Andreas Groethuysen (2001, Sony 0896182106) (OCLC 164595568)

### Monographies
- Aude Caillet, Charles Koechlin : L'Art de la liberté, Anglet, Séguier, coll. « Carré Musique » (no 10), 2001, 214 p. (ISBN 2-84049-255-5).
- Robert Orledge, Charles Koechlin (1867-1950) His Life and Works, Harwood Academic Publishers, 1989, 457 p. (ISBN 3-7186-4898-9).